# Antwerp (Victoria)
Antwerp is een klein stadje in Victoria in Australië. Het ligt 22 km ten noorden van Dimboola en 356 km noordwestelijk van Melbourne.

## Geschiedenis
Het gebied werd gekoloniseerd in 1846 door de Europeanen George Shaw & Horatio Ellerman die op zoek waren naar graasgrond voor hun schapen. Ellerman noemde de plek naar zijn geboorteplek Antwerpen. In 1858 bezochten twee Moravische missionarissen, F.A. Hagenauer en F.W. Spieseke, de plaats en besloten er een kerk te bouwen. Twee jaar later (1860) doopten ze de eerste Aborigines.

## Heden
Vandaag blijft er erg weinig over van het dorp bezijdens enkele huizen, een graansilo en een winkeltje. Daarnaast zijn er nog de ruïnes van de Ebenezer Mission.

## Economie
In 1880 kwam de Eucalyptus Mallee Oil Company naar het dorp. Ze distilleerden eucalyptusolie en verkochten het onder de merknaam EMU. 
Het dorpje kreeg op 25 november 1891 een postkantoor. De naam werd echter al snel veranderd in Antwerp North (1892) en later nogmaals in Terranyurk. Het werd gesloten in 1990. 